# Tuberculosa hoggi
Tuberculosa hoggi är en spindelart som först beskrevs av Volker W. Framenau och Vink 200.  Tuberculosa hoggi ingår i släktet Tuberculosa och familjen vargspindlar.
Artens utbredningsområde är Queensland. Inga underarter finns listade i Catalogue of Life.